# Casa de Zúñiga
La casa de Zúñiga es un linaje noble español compuesto por los descendientes de los reyes de Pamplona de la casa Íñiga, que tomaron el nombre de su señorío por apellido y cuyos miembros destacados se distinguieron al servicio de la Corona de España en Europa y América como gobernantes, militares, diplomáticos, religiosos y escritores.
La grandeza de España les fue otorgada por el emperador Carlos V en el año 1520, al II duque de Béjar y Plasencia, así como al III conde de Miranda del Castañar. Por el emperador y por los sucesivos reyes de España, jefes soberanos de la Orden del Toisón de Oro, fueron investidos en la Orden ocho miembros de la casa ducal de Béjar.

## Origen del linaje

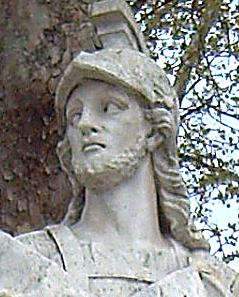
Íñigo Arista, rey de Pamplona.

El linaje del apellido Zúñiga es originario de Navarra y procede por línea recta de varón de Eneko Ximénez "Aritza" —"el Roble" en euskera— castellanizado como Íñigo Arista, primer rey de Pamplona. El rey Íñigo Arista procedía de la casa noble de los Ennecos o Íñigos, oriundos de la Vasconia.
El tronco del linaje de Zúñiga se deriva dos veces de los reyes de Navarra de la casa pirenaica. La primera procede del infante Lope Fortunes, hijo del rey Fortún Garcés "el Monje" y la segunda del infante Alonso, hijo del rey García V Ramírez "el Restaurador".
Sancho Íñiguez, alférez mayor del rey de Aragón y Navarra, Alfonso I Sánchez "el Batallador", y señor del estado y valle de Stunica (hoy Zúñiga / Estuniga), en la merindad de Estella, quien fuera el primero del linaje a comienzos del siglo XII y que a su patronímico le agregó el apellido toponímico: Sancho Íñiguez de Stunica.

### Castellanización del apellido Zúñiga
En la Edad Media se llamaron sus miembros indiferentemente Estunega, Estuniga, Astunica, Stunica, Estúñiga, Stúñiga.[cita requerida]

## Escudo de armas del linaje de Zúñiga

Las "armas de los Zúñiga" figuran entre las de los caballeros del Toisón de Oro que asistieron en 1559 al capítulo de la Orden en la Catedral de San Bavón de Gante.

Las armas del linaje de Zúñiga fueron originalmente: en campo de gules, una banda de oro. El rey de Navarra Sancho VII el Fuerte, conmemorando la victoria de la batalla de las Navas de Tolosa (1212), donde él y sus caballeros navarros vencieron el palenque compuesto por la Guardia Negra, que encadenados formaban la defensa humana del califa almohade Miramamolín, cambió su escudo, que llevaba un águila de sable [cita requerida] ("arrano beltza" en euskera), poniendo en campo de gules una cadena de oro de ocho eslabones por borla y una esmeralda en su centro. La cadena representa el palenque de la Guardia Negra y la esmeralda simboliza al califa, conocido con el sobrenombre de "el Verde". Su primo Íñigo Ortiz de Stúnica, II conde de Marañón, señor de Stúnica, Mendavia y otras villas, quien con su hijo Diego participaron en el ataque al palenque, aumentó su escudo poniendo la cadena de oro de ocho eslabones por orla. Entre otros caballeros navarros que participaron en el ataque al palenque y pusieron la cadena en su escudo de armas, se nombra a Ramón de Peralta, Rodrigo Navarro, Ortún Díaz Urbina, Pedro de Maza, Íñigo de Mendoza.
Su hijo Diego López de Stúnica, volvió a cambiar las armas de su linaje en 1270, en señal de duelo por la muerte de los reyes san Luis IX de Francia y de Teobaldo II de Navarra, quienes tomaron parte en la Octava Cruzada. Las armas del linaje de Zúñiga son desde entonces: en campo de plata, una banda de sable y puesta en orla, brochante sobre el todo, una cadena de oro de ocho eslabones.

## Títulos concedidos originalmente a la Casa de Zúñiga

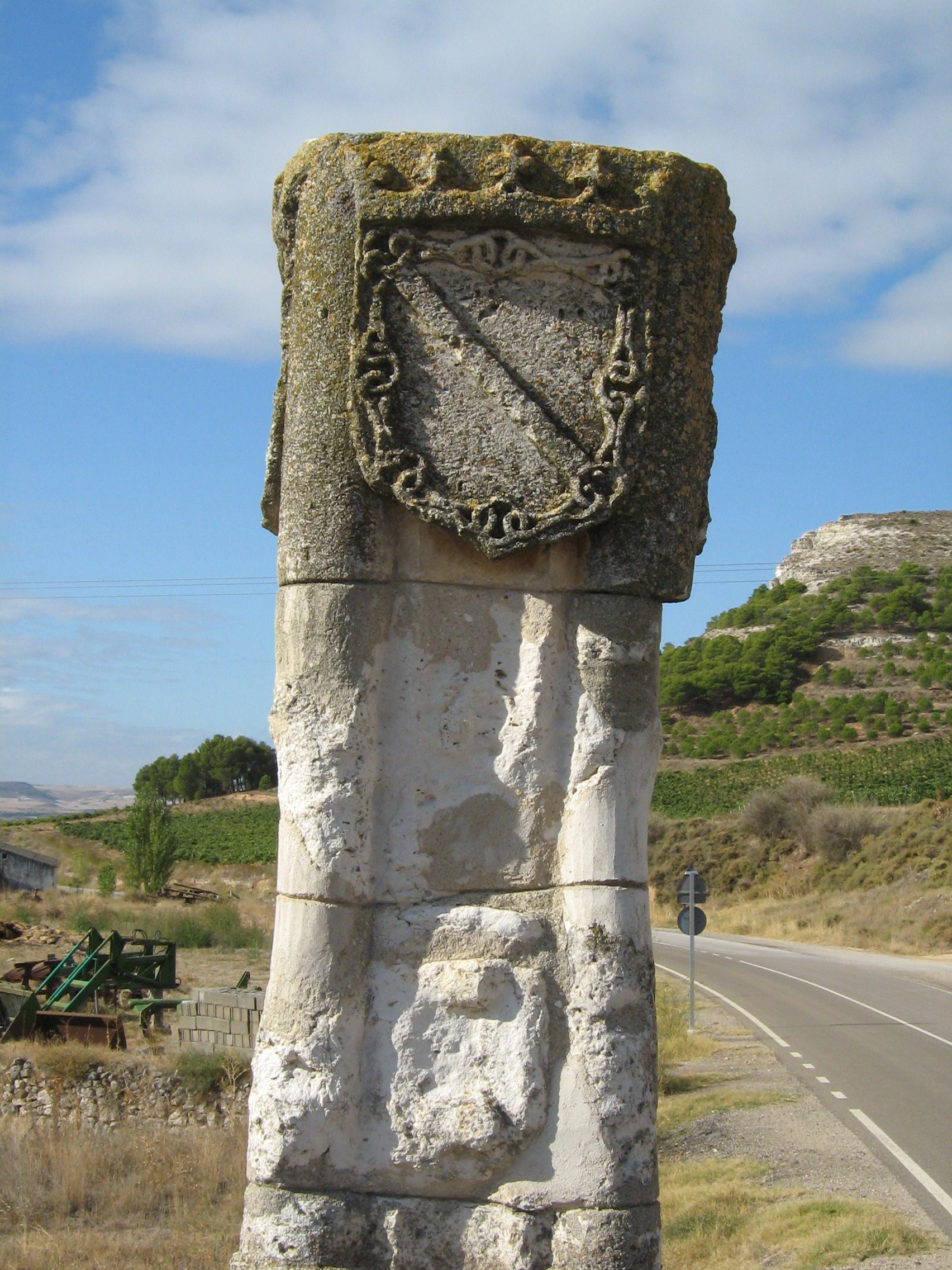
Rollo de Justicia con el escudo de armas de Zúñiga en Curiel de Duero.

En los reinos de la corona de Castilla y León a principios del siglo XV existían quince familias poderosas conocidas como Ricohombres de Castilla y León. La casa de Diego López de Estúñiga era una de ellas. El rey de España Carlos I en 1520, año de su coronación en Aquisgrán como Carlos V emperador del Sacro Imperio, reorganizó los títulos del reino y creó veinticinco Grandezas. La casa de Zúñiga recibió dos Grandezas, una para la rama del duque de Béjar y sus descendientes ("Para todos ellos para siempre y por siempre") y la otra para la del conde de Miranda del Castañar, subrogada después en la del duque de Peñaranda de Duero.

### Grandezas de España
- Condado de Miranda del Castañar, creado a favor de Diego López de Zúñiga y Guzmán, en 1457 por Enrique IV;
- Ducado de Arévalo, creado a favor Álvaro de Zúñiga y Guzmán, segundo conde de Plasencia, el 20 de diciembre de 1469 por Enrique IV;
- Condado de Monterrey, creado a favor de Sancho Sánchez de Ulloa, en 1474 por el rey Enrique IV. Recayó en esta casa por su matrimonio con Teresa de Zúñiga y Biedma;
- Ducado de Plasencia, creado a favor de Álvaro de Zúñiga y Guzmán, primer duque de Arévalo, en 1476 por los Reyes Católicos;
- Ducado de Béjar, creado a favor de Álvaro de Zúñiga y Guzmán, primer duque de Plasencia, en 1485 por los Reyes Católicos;
- Ducado de Peñaranda de Duero, creado a favor de Juan de Zúñiga Avellaneda y Bazán, el 22 de mayo de 1608 el rey Felipe III.
- Ducado de Arión, creado a favor de Baltasar de Zúñiga y Guzmán, segundo marqués de Valero, el 20 de septiembre de 1725 por el rey Felipe V.

### Títulos del Reino
- Condado de Plasencia, creado a favor de Pedro de Zúñiga (m. 1453) en 1442 por el rey Juan II;
- Condado de Nieva, creado a favor de Diego López de Zúñiga, señor de Nieva de Cameros, en 1466 por el rey Enrique IV;
- Condado de Bañares, creado a favor de Álvaro de Zúñiga y Guzmán, I duque de Arévalo, en 1469 por Enrique IV y confirmado en 1485 por los Reyes Católicos;
- Marquesado de Ayamonte, creado a favor de Francisco de Zúñiga y Pérez de Guzmán, II conde de Ayamonte, en 1521 por el rey Carlos I;
- Marquesado de Gibraleón, creado a favor de Álvaro de Zúñiga y Pérez de Guzmán, en 1526 por el rey Carlos I;
- Marquesado de Mirabel, creado a favor de Fadrique de Zúñiga y Sotomayor, señor de Mirabel, el 14 de mayo de 1535 por el rey Carlos I
- Marquesado de La Bañeza, creado a favor de Pedro de Zúñiga Avellaneda y Bazán, V vizconde de Palacios de la Valduerna, el 31 de agosto de 1565 por el rey Felipe II;
- Marquesado de Villamanrique, creado a favor de Álvaro Manrique de Zúñiga, señor de Villamanrique, el 4 de febrero de 1575 por el rey Felipe II;
- Marquesado de Aguilafuente, creado a favor de Pedro de Zúñiga, en 1572 por el rey Felipe II;
- Marquesado de Villar de Grajanejos, creado a favor de  Juan Pimentel de Zúñiga y Requeséns, el 16 de diciembre de 1607 por el rey Felipe III;
- Marquesado de Flores Dávila, creado a favor de  Pedro de Zúñiga Palomeque y de la Cueva Cabeza de Vaca, señor de Flores de Ávila, el 11 de abril de 1612 por el rey Felipe III;
- Marquesado de Siete Iglesias, creado a favor de  Rodrigo Calderón de Aranda, I conde de la Oliva de Plasencia, el 13 de junio de 1614 por el rey Felipe III;
- Marquesado de Baides, creado a favor de Diego López de Zúñiga y Velasco, señor de la villa de Baides, el 20 de diciembre de 1621 por el rey Felipe IV;
- Condado de Berantevilla, creado a favor de  Enrique Zúñiga y Dávila, el 21 de agosto de 1624 por el rey Felipe IV;
- Marquesado de Martorell, creado a favor de Luis Francisco Fajardo de Zúñiga y Requeséns, en 1627 por el rey Felipe IV;
- Marquesado de Tarazona, creado a favor de Isabel de Zúñiga y Clärhout, en 1632 por el rey Felipe IV;
- Marquesado de Valero, creado a favor  Juan Manuel López de Zúñiga Sotomayor y Mendoza,  IX duque de Béjar, el 19 de septiembre de 1636 por el rey Felipe IV;
- Condado de Hervías, creado a favor de Francisco Manso de Zúñiga y Solá, el 26 de mayo de 1651 por el rey Felipe IV;
- Marquesado de  la Rivera, creado a favor de  Luis de Zúñiga y Guzmán, el 30 de agosto de 1690 por el rey Carlos II;
- Marquesado de Villora, creado a favor Eugenio de Zúñiga y de la Cerda, señor de Villora, el 8 de abril de 1717 por el rey Felipe V;

### Señoríos
| - Señorío de Frías (Pedro de Zúñiga (m. 1453)) - Señorío de Azofra - Señorío de Bañares - Señorío de Béjar - Señorío de Cidamón | - Señorío de las Cuevas - Señorío de Curiel - Señorío de Mendavia - Señorío de Montalbo - Señorío de Zúñiga |

## Ramas del linaje
La guerra civil que estalló en Navarra en 1274, fue ocasionada por la querella sobre el tutelaje durante la minoría de edad de la reina Juana I de Navarra y de su matrimonio concertado por la reina madre con el Delfín Felipe IV "el Hermoso", que tuvo de facto la anexión de Navarra a la corona de Francia. Iñigo Ortiz de Stunica (1255 - 1315), señor de Stunica, alférez mayor de Navarra, se niega apoyar a la reina madre y abandona Navarra a fines de 1274 y se refugia con su familia en La Rioja. El señorío de Stunica es revertido en 1276 a la corona de Navarra. El rey de Castilla y León Alfonso X "el Sabio" lo reconoce como rico-home de Castilla y le dona los señoríos de Las Cuevas, Bañares y otros en La Rioja. Íñigo es el progenitor de las siguientes ramas del linaje:
- de Lope Díaz de Stunica, primer nieto y heredero de Íñigo, pariente mayor de la casa de Zúñiga, señor de las Cuevas, señor de Azofra, Cidamón, Montalbo, condes de Hervias en La Rioja, progenitor de la rama de los Arista de Zúñiga, parientes mayores del linaje de Zúñiga y de los Manso de Zúñiga, Condes de Hervías en La Rioja.
- de Lope Ortiz de Stunica, 2.º nieto de Íñigo, las ramas de Andalucía.
- de Diego López de Zúñiga 3.er nieto de Íñigo, señor de Zúñiga, Mendavia, Bañares, Béjar, Curiel y otras villas más, es el progenitor de las siguientes ramas del linaje:
  - de su primogénito Pedro: la rama de los duques de Béjar y Plasencia, diversificada en las ramas de los condes de Miranda del Castañar, duques de Peñaranda de Duero, marqueses de La Bañeza, marqueses de Benavente, así como en las ramas de los duques de Arión, marqueses de Ayamonte, Mirabel, Aguilafuente, Villamanrique, Gibraleón, Valero, Alenquer, Villora.
  - de Diego: las ramas de los condes de Monterrey, marqueses de Eliche, de Monasterio, de Tarazona, duques de Medina de las Torres, así como las ramas de los condes de Pedrosa del Rey, marqueses de Baides.
  - de Íñigo: la rama de los condes de Nieva de Cameros.
  - de Gonzalo: las ramas de los marqueses de Valencina, de Siete Iglesias y de los condes de la Oliva de Plasencia.
  - de Pedro Diego: la rama de los marqueses de Flores Dávila.

La rama primogénita de los duques de Béjar y Plasencia recibieron de los reyes de España los títulos hereditarios de Primer Caballero del Reino, Justicia Mayor de Castilla y Alguacil Mayor de Castilla.
Actualmente, la rama principal del linaje está representada en los descendientes de la Casa asentados en Béjar, Ciudad Rodrigo, Plasencia, Badajoz y Sevilla (Zúñiga, Gil de Zúñiga, García de Zúñiga, Solís y Zúñiga, Manso de Zúñiga,  Ceballos-Zúñiga, Ortiz de Zúñiga, Pinedo de Zúñiga y Vargas-Zúñiga)

## Órdenes y Distinciones
Miembros del linaje probaron su nobleza en diversas épocas en las órdenes militares de Santiago, Calatrava, Alcántara, Montesa y San Juan de Jerusalén, así mismo han sido miembros de diversas órdenes; Orden del Toisón de Oro, Orden de Carlos III, Orden de Isabel la Católica, Orden del Mérito Civil (España), Orden del Mérito Militar,  Real Estamento Militar del Principado de Gerona, Orden del Santo Sepulcro de Jerusalén, Sagrada Orden Militar Constantiniana de San Jorge, Real Cuerpo de la Nobleza de Madrid, Orden de San Lázaro de Jerusalén, Real Maestranza de Caballería de Ronda, Real Maestranza de Caballería de Sevilla, Real Maestranza de Caballería de Valencia, Real Maestranza de Caballería de Granada, Real Asociación de Hidalgos de España o la Real hermandad de Infanzones de Illescas.

## Miembros destacados

### Miembros investidos en la Orden del Toisón de Oro

Collar de la Orden del Toisón de Oro.

El rey de España Carlos I, duque de Borgoña, y luego emperador del Sacro Imperio como Carlos V, y como jefe soberano de la Orden del Toisón de Oro invistió con hábito y collar de la Orden a:
- Álvaro de Zúñiga y Guzmán (1460 - 1531), II duque de Béjar y Plasencia, Grande de Castilla, justicia mayor y alguacil mayor de Castilla, consejero de Estado, investido en el concilio celebrado en la Catedral de Barcelona del 2 al 4 de marzo de 1519.[26]
- Francisco de Zúñiga Avellaneda y Velasco (1475 - 1536), III conde de Miranda del Castañar, grande de España, virrey de Navarra, mayordomo mayor de la emperatriz Isabel, consejero de Estado, investido en el concilio celebrado en la catedral de Tournai del 3 al 5 de diciembre de 1531.[27]

Por los sucesores reyes de España, jefes soberanos de la Orden del Toisón de oro, fueron investidos:
- Alonso Diego López de Zúñiga Sotomayor y Guzmán (1578 - 1619), VI duque de Béjar y Plasencia, grande de España, sirvió a los reyes Felipe II y Felipe III en paz y en guerra, levantando a su costa compañías de soldados para la defensa de la frontera con Portugal y para la expedición de La Mámora, investido el 2 de enero de 1610.[29]
- Francisco Diego López de Zúñiga Guzmán y Sotomayor (1596 - 1636), VII duque de Béjar y Plasencia, grande de España, acompañó a Flandes al cardenal infante Fernando con dos mil quinientos soldados levantados a su costa, capitán general de las fronteras de Castilla, investido el 11 de junio de 1621.[30]
- Alonso Diego López de Zúñiga Guzmán Sotomayor y Mendoza (1621 - 1660), VIII duque de Béjar y Plasencia, grande de España, capitán general de las fronteras de Castilla, Extremadura y costas de Andalucía, durante cuyo mando levantó a su costa cuerpos de tropas y edificó varias fortalezas, investido el 4 de agosto de 1656.[31]
- Manuel Diego López de Zúñiga Sotomayor y Mendoza (1657 - 1686), X duque de Béjar y Plasencia, grande de España, cuando contaba once años de edad empezó a servir como piquero en Flandes, investido en esa edad el 2 de mayo de 1668. Maestre de Campo, famoso guerrero en Flandes y en Hungría.[32]
- Juan Manuel Diego López de Zúñiga Sotomayor y Castro (1680 - 1747), XI duque de Béjar y Plasencia, grande de España, elegido caballero el 29 de agosto de 1686, cuando contaba seis años de edad, en memoria de las acciones y heroica muerte del duque su padre en el sitio de Buda, mayordomo mayor del príncipe de Asturias Fernando VI, investido el 9 de febrero de 1700.[33]
- Joaquín Diego López de Zúñiga Sotomayor Castro y Portugal (1715 - 1777), XII duque de Béjar y Plasencia, grande de España, Sumiller de Corps, ayo y mayordomo mayor del príncipe de Asturias Carlos IV, investido el 19 de abril de 1750.[34]

### Otros miembros históricos y célebres
- Diego López de Zúñiga (m. 1417) señor de Béjar, Zúñiga, Mendavia, Curiel, entre otros, cogobernador de Castilla y León durante las minorías de los reyes Enrique III "el Doliente" y Juan II.
- Pedro de Zúñiga, (m. 1453). Fue conde de Plasencia y de Ledesma, justicia mayor y alguacil mayor del rey, alcalde mayor de Sevilla, famoso guerrero por las batallas libradas con su hueste en las guerras de la reconquista.
- Gonzalo de Estúñiga y Leiva (1390 - 1457), obispo de Plasencia y de Jaén, fogoso guerrero de gran fama en las guerras de la reconquista.
- Álvaro de Zúñiga y Guzmán (1410 - 1488), I duque de Béjar y Plasencia, justicia mayor y alguacil mayor hereditario de Castilla, primer caballero del reino.
- Diego López de Zúñiga (m. 1479), conde de Miranda del Castañar.
- Pedro de Zúñiga y Manrique de Lara (1430 - 1484), II conde de Bañares, I conde de Ayamonte, capitán general de Andalucía.
- Pedro de Zúñiga y Avellaneda (1448 -1492), II conde de Miranda del Castañar, consejero de la reina Isabel I "la Católica", mariscal de Castilla.
- Juan de Zúñiga y Pimentel (1459 - 1504), maestre de la Orden de Alcántara, arzobispo de Sevilla, cardenal de España.
- Álvaro II de Zúñiga y Guzmán (1460 - 1531), II duque de Béjar y Plasencia, miembro del Consejo de Estado del emperador Carlos V.
- Fadrique de Zúñiga y Sotomayor (1465 - 1537), I marqués de Mirabel, autor de "Libro de Cetrería de Caza de Azor".
- Leonor de Zúñiga y Guzmán (1472 - 1522), III duquesa de Medina Sidonia, defendió los derechos de sucesión de sus hijos contra la fuerza armada del II conde de Ureña y ayudó a la lucha contra la rebelión de la comunidad de Andalucía.
- Francisco de Zúñiga Avellaneda y Velasco (1475 - 1536), III conde de Miranda del Castañar, virrey de Navarra, miembro del Consejo de Estado del emperador Carlos V
- Antonio de Zúñiga y Guzmán (1480 - 1533), prior de Castilla de la Orden de San Juan de Jerusalén, virrey de Cataluña
- Juan de Zúñiga Avellaneda y Velasco (1488 - 1546) capitán de la Guardia Real del emperador Carlos V, comendador mayor de Castilla de la Orden de Santiago, ayo, preceptor y consejero privado del príncipe Felipe II, miembro del Consejo de Estado.
- Iñigo de Zúñiga Avellaneda y Velasco (1489 - 1535), obispo de Coria y de Burgos, arzobispo de Toledo, Cardenal de España, embajador del emperador Carlos V en Inglaterra
- Pedro de Ávila y Zúñiga (1489 - 1579), III conde del Risco, I marqués de las Navas, embajador del emperador Carlos V en Londres, miembro del Consejo de Estado.
- Diego López de Zúñiga Avellaneda y Velasco (1492 - 1530) Religioso, teólogo, notable escritor.
- Alonso Francisco de Zúñiga y Sotomayor, (1498 - 1544), V conde de Belalcázar, III duque consorte de Béjar y Plasencia, miembro del Consejo de Hacienda del emperador Carlos V.
- Alonso de Zúñiga y Acevedo Fonseca (1500 - 1559), III conde de Monterrey, hizo construir el palacio de Monterrey en Salamanca.
- Diego López de Zúñiga y Velasco (1500 - 1564), IV conde de Nieva de Cameros, gobernador de Galicia, virrey del reino del Perú.
- Teresa de Zúñiga y Manrique de Castro (1502 - 1565), III duquesa de Béjar y Plasencia.
- Luis de Ávila y Zúñiga (1504 - 1573), maestre de la Orden de Alcántara, autor del "Comentario a la guerra de Alemania".
- Gaspar de Zúñiga y Avellaneda (1507 - 1571), profesor de Teología de la Universidad de Salamanca, obispo de Segovia, arzobispo de Santiago de Compostela, arzobispo de Sevilla y cardenal de España.
- Francisco de Zúñiga y Sotomayor (1523 - 1591), IV duque de Béjar y Plasencia, ayudó en diversos asuntos al rey Felipe II, así como con su gente de armas a la entrada en Portugal.
- Diego de Zúñiga y Benavides (1525 - 1577), embajador en Francia, señor de Flores de Ávila.
- Luis de Requeséns y Zúñiga (1528 - 1576), barón de Martorell y Castell-Vell, embajador en Roma, gobernador del Milanesado y de Flandes.
- Alonso de Ercilla y Zúñiga (1533 - 1594), autor de "La Araucana".
- Antonio de Zúñiga y Sotomayor (1535 - 1583), III marqués de Ayamonte, embajador en Augsburgo, gobernador del Milanesado.
- Juan de Zúñiga y Requeséns (1539 - 1586), embajador en Roma, virrey y capitán general del Reino de Nápoles, presidente del Consejo de Estado.
- Álvaro Manrique de Zúñiga y Sotomayor (1540 - 1590), I marqués de Villamanrique, virrey y capitán general del reino de Nueva España.
- María Pimentel de Fonseca y Zúñiga (1549 - 1594), consorte del II conde de Olivares, Enrique de Guzmán quien fuera virrey de Sicilia y de Nápoles, y fundadora de obras pías en Nápoles.
- Juan de Zúñiga Avellaneda y Bazán (1541 - 1608), I duque de Peñaranda de Duero, virrey de Cataluña, virrey y capitán general del reino de Nápoles, presidente del Consejo de Castilla.
- Gaspar de Zúñiga y Acevedo (1560 - 1606), V conde de Monterrey, virrey de Nueva España y del Perú.
- Pedro de Zúñiga Cabeza de Vaca (1560 - 1631), I marqués de Flores Dávila, embajador en Inglaterra.
- Baltasar de Zúñiga y Velasco (1561 - 1622), embajador en Praga, primer ministro del rey Felipe IV.
- Pedro de Zúñiga y Velasco (1580 - 1622), religioso, mártir del Japón, santo de la Iglesia católica.
- Antonio Dávila y Zúñiga (1580 - 1650), embajador en Francia, III marqués consorte de Mirabel
- Inés de Zúñiga y Velasco (1584 - 1647), consorte del conde-duque de Olivares, inmortalizada por el escritor Benito Pérez Galdós en su obra "Doña Perfecta".
- Manuel de Zúñiga Acevedo y Fonseca (1586 - 1653) VI conde de Monterrey, embajador, virrey y capitán general del reino de Nápoles.
- Francisco López de Zúñiga y Meneses (1599 - 1656), IV marqués de Baides, gobernador y capitán general del reino de Chile.
- Pedro de Zúñiga y Enríquez (1615 - 1669), IV marqués de Aguilafuente, gobernador de Galicia.
- Diego Ortiz de Zúñiga (1633 - 1680), historiador, escritor y autor del "Discurso Genealógico de los Ortices de Sevilla" y de los "Annales Eclesiásticos y Seculares de la Muy Noble y Muy Leal Ciudad de Sevilla [...] desde el año de 1246 [...] hasta el de 1671 [...] ".
- Rodrigo Arista de Zúñiga (? - 1640) señor de Cidamón y Montalbo, que reconquistó en favor de Felipe IV el municipio de Torredembarra durante la sublevación catalana en 1640 y murió defendiéndolo.
- Baltasar de Zúñiga y Guzmán (1658 - 1727), I duque de Arión, II marqués de Valero, virrey de Navarra, virrey y capitán general del reino de Nueva España.
- Tomás García de Zúñiga (1780 - 1843), I barón de la Calera, Gobernador de Montevideo, Presidente de la Provincia Cisplatina.
- José de Vargas-Zúñiga Sotomayor y Sánchez-Arjona (1782-1866), marqués de Paterna del Campo y de San Bartolomé del Monte, maestrante de Sevilla, caballero de Alcántara, alcalde de Cazalla de la Sierra.
- Don Eduardo de Zúñiga y Santisteban (1826-1856):  Marqués de Pinares, Caballero de la orden de Calatrava, Doctor en Derecho, Caballero de Gracia de la Orden de San Juan de Jerusalén, 1.º Oficial Mayor del Consejo de Estado, Maestrante de Ronda. (Cambia sus apellidos Santisteban de Zúñiga por de Zúñiga Santisteban (1845)).
- García José Golfín y Vargas-Zúñiga (1813-1875), XI  conde de la Oliva de Plasencia, caballero de Alcántara, senador del Reino, alcalde de Madrid.
- Cayetano de Zúñiga y Linares (1795-1862), Consejero Real Ordinario, Senador del Reino, Caballero Gran Cruz de Isabel la Católica, Comendador de la Orden de Carlos III, Secretario de S.M. en ejercicio, director general del Tesoro, presidente de la Deuda del Estado
- Pedro de Zúñiga y Cornejo (1823-1892), caballero de la Orden de Santiago, secretario de honor del rey Alfonso XII y de la reina madre Isabel II, Diputado a Cortes.
- Felipe Vargas-Zúñiga y Montero de Espinosa (1895-1977), XII conde de la Oliva de Plasencia, Diputado por Badajoz y Presidente del Círculo Donoso Cortés.
- Antonio de Vargas-Zúñiga y Montero de Espinosa (1904-1983), II marqués de Siete Iglesias, académico de número de la Real Academia de la Historia y Director de la Academia de las Letras y las Artes de Extremadura.
- Mariano de Zúñiga y Galindo (1900-1993), Gran Cruz al Mérito Civil, Gran Cruz al Mérito Agrónomo, Comendador de la Jalifiana Orden de la Medahuia, Caballero Infanzón de Illescas, Caballero Del Real Estamento Militar del Principado de Gerona.
- José Antonio de Vargas-Zúñiga y Sanchiz (1929-2006), III Marqués de Siete Iglesias y miembro de la Real Asociación de Hidalgos de España.
- Mariano de Zúñiga y Aparicio (1932- ), Gran Cruz al Mérito Militar, Comendador de la orden de Alfonso X El Sabio, Gran Cruz al Mérito en el Servicio de la Economía, Caballero Del Real Estamento de la Nobleza de Madrid, Caballero Infanzón de Illescas, Caballero de la Sacra y Militar Orden Constantiniana de San Jorge, Caballero de Honor y Devoción de la Soberana y Militar Orden de Malta, Caballero Del Real Estamento Militar del Principado de Gerona, Caballero Legionario de Honor, Miembro de la Real Asociación de Hidalgos de España.

## Patrimonio

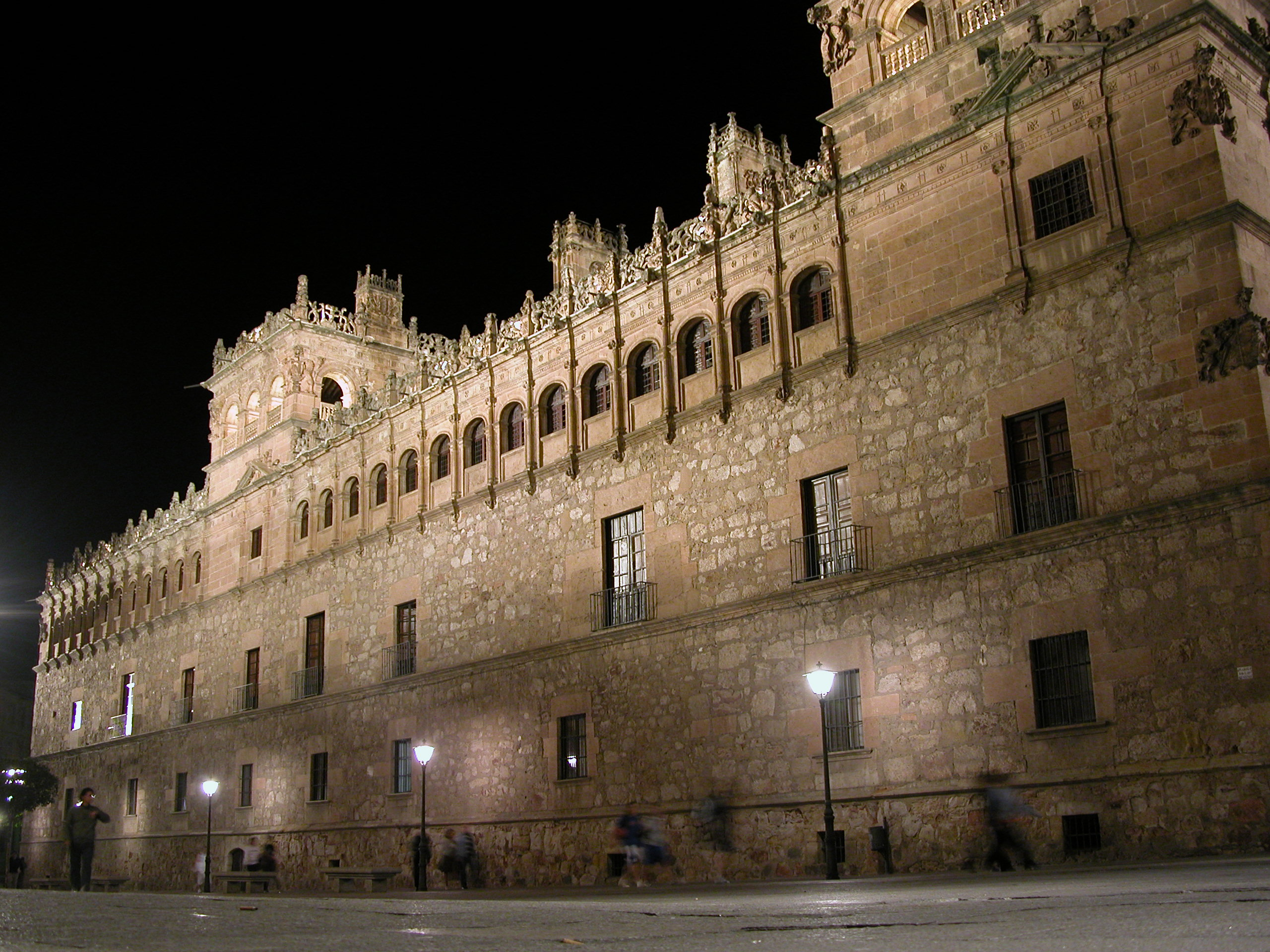
Palacio de Monterrey en Salamanca.

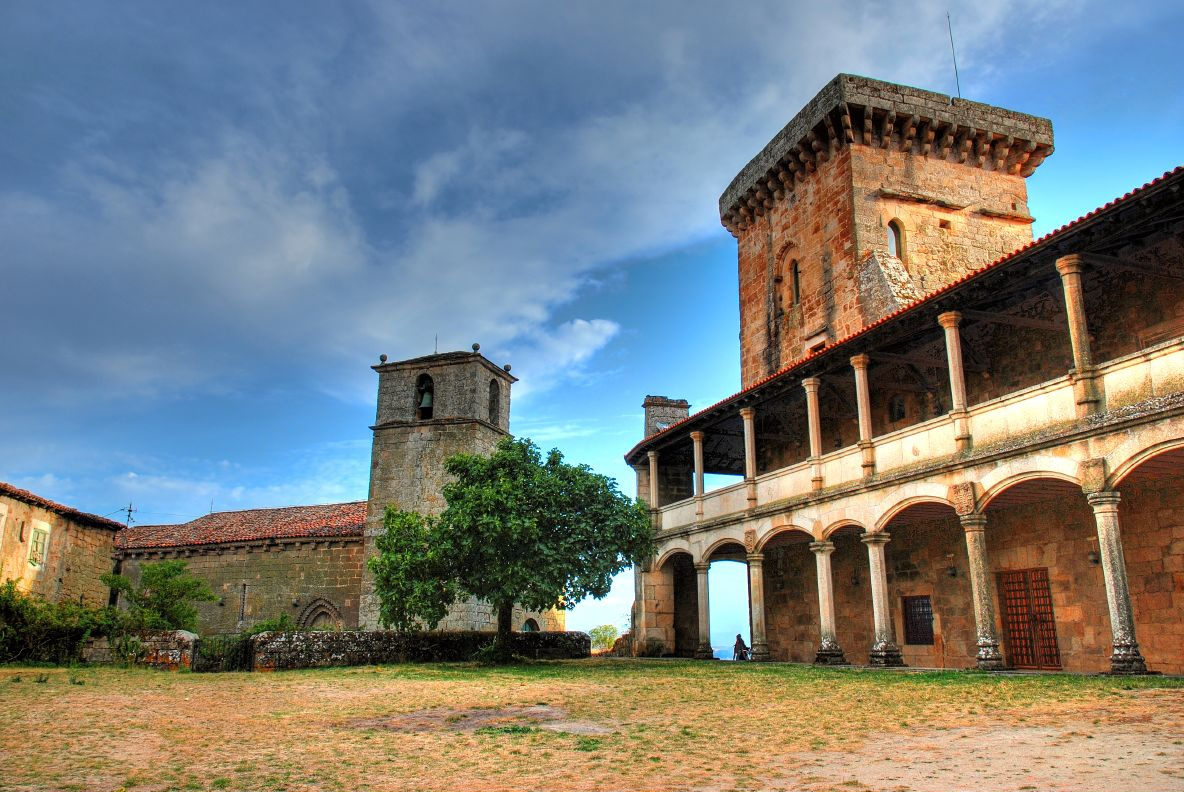
Fortaleza de Monterrey en Monterrey (España).

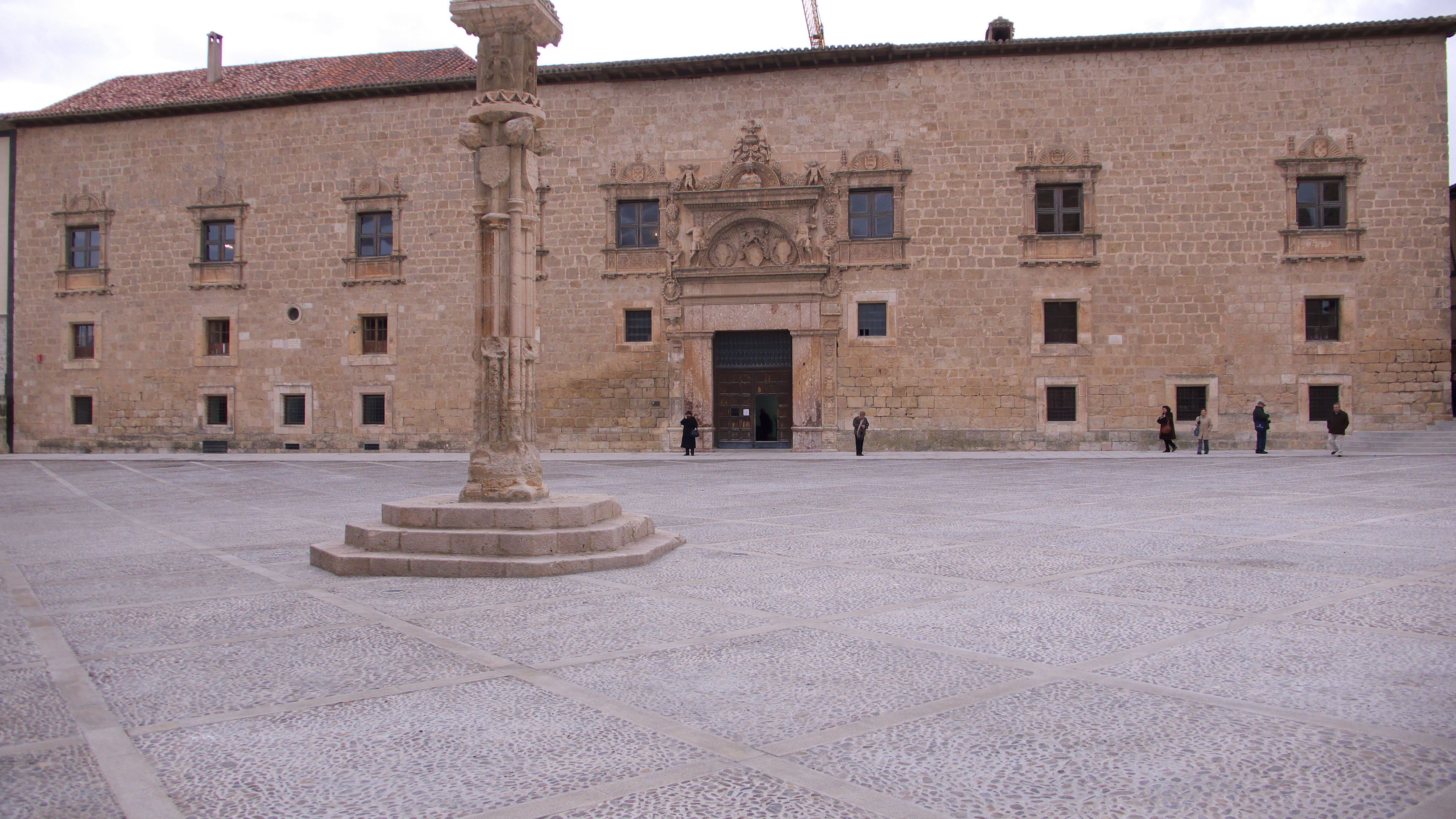
Palacio de los Condes de Miranda en Peñaranda de Duero.

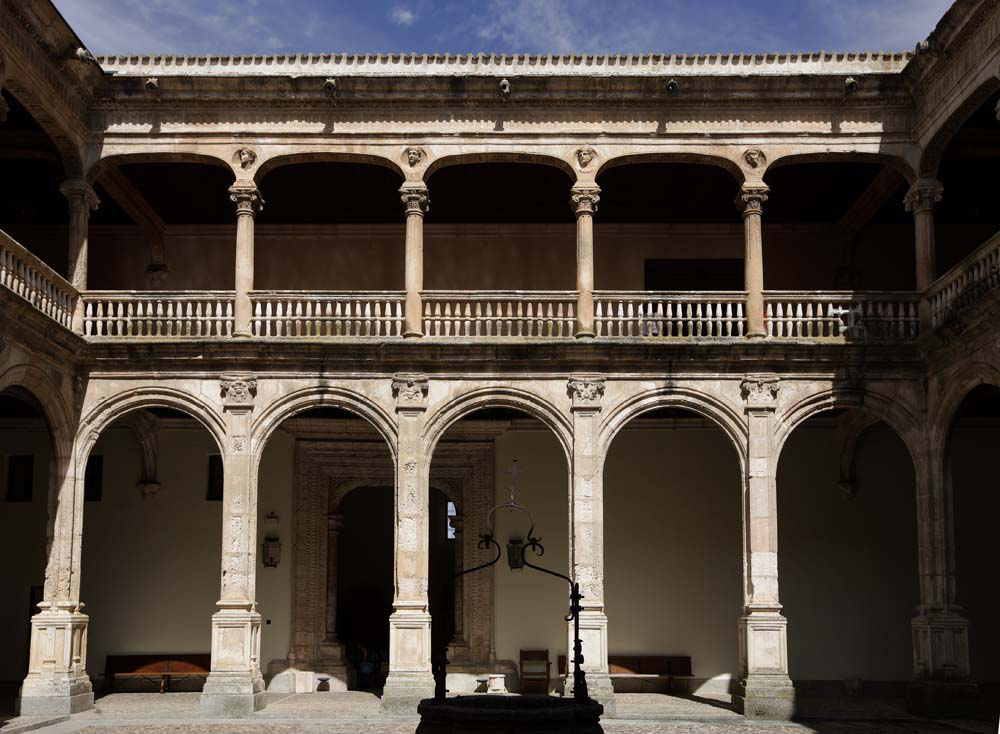
Palacio de los Condes de Miranda en Peñaranda de Duero.

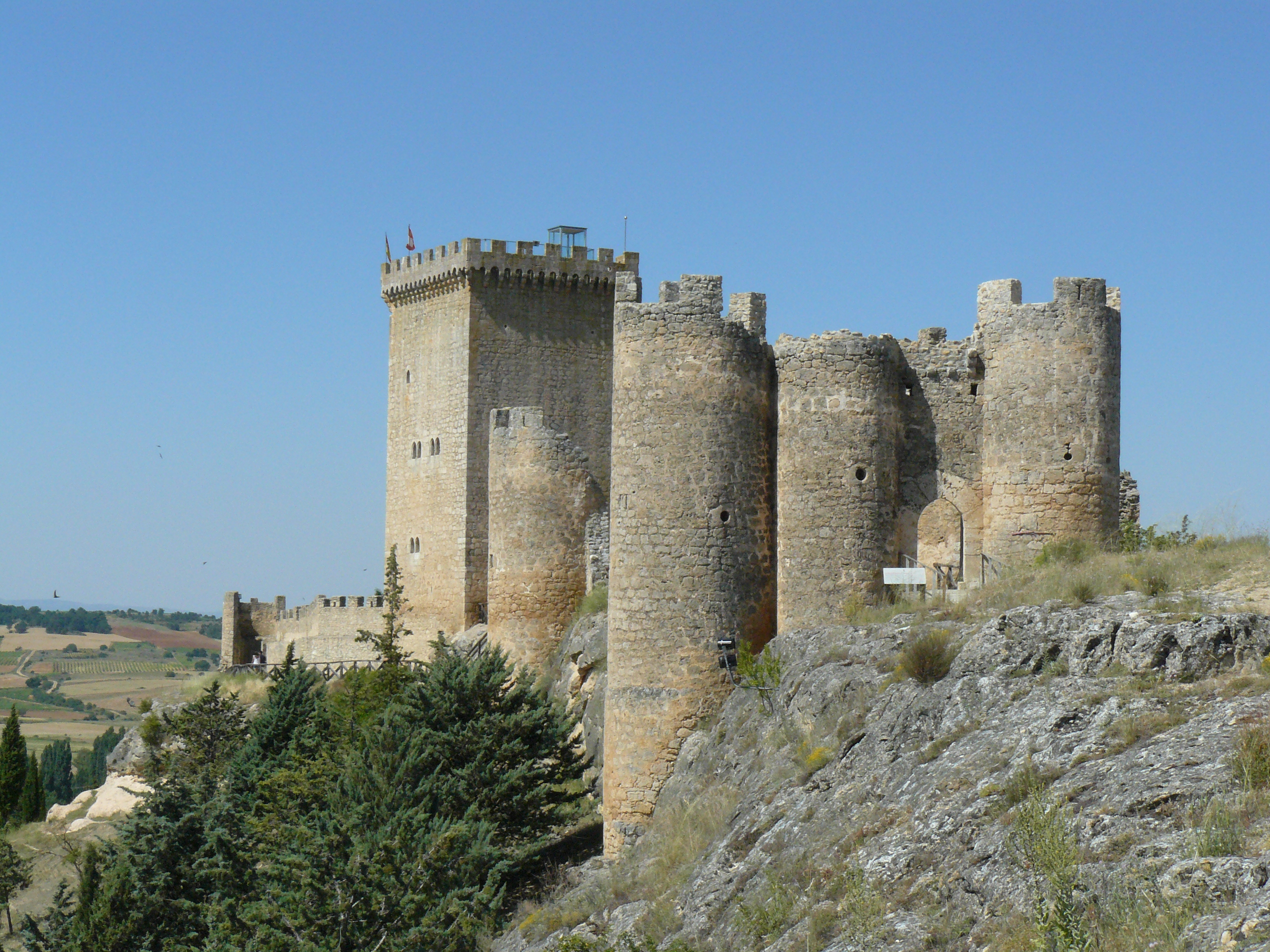
Castillo de Peñaranda de Duero.

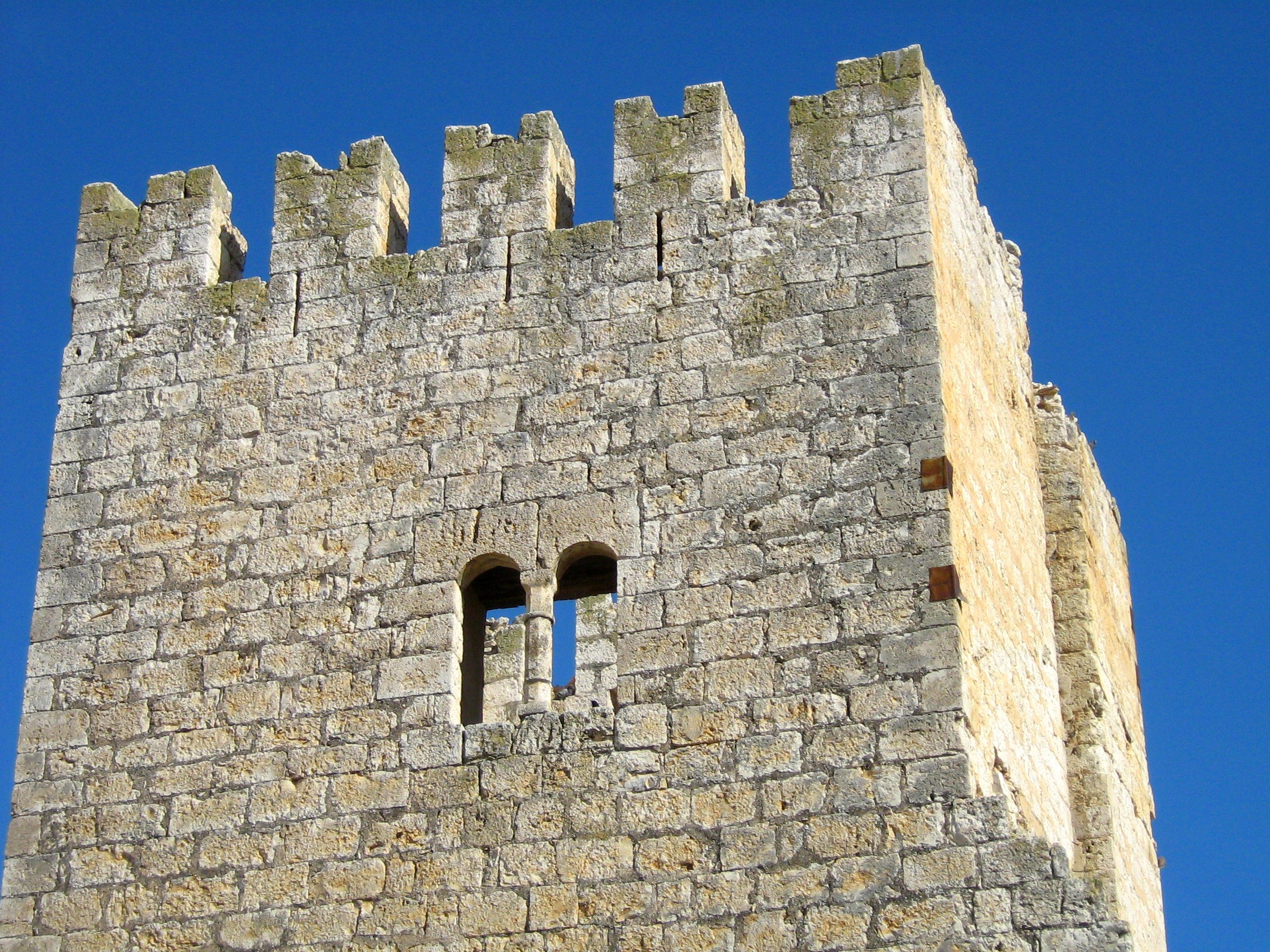
Torre del palacio de los Zúñiga en Curiel de Duero, Valladolid.

Los Zúñiga construyeron y reedificaron numerosos castillos y palacios en España, que en el transcurso del tiempo fueron abandonados, se convirtieron en ruinas y sirvieron de material de construcción a los vecinos. Hoy en día solo existen los vestigios de algunos y ruinas de otros, en la lista que sigue van marcados con (m). También edificaron magníficos palacios, como mecenas que fueron de los artistas de su época, y que se encuentran en buen estado de conservación, algunos de ellos declarados monumentos históricos nacionales.
- Castillo de Bañares en Logroño (m).
- Castillo de Clavijo en La Rioja (m).
- Castillo de Curiel de Duero en Valladolid (m).
- Castillo de Galve de Sorbe en Guadalajara (m)
- Castillo de Íscar en Valladolid (m).
- Castillo de Miranda del Castañar en Salamanca (m).
- Castillo de Monterrey en Monterrey.
- Castillo de Peñaranda de Duero.
- Castillo de Polán en Toledo (m).
- Castillo de Úrbel, en Úrbel del Castillo, en la provincia de Burgos.
- Castillo fortaleza de Los Zúñiga en Cartaya.
- Castillo de Zalamea de la Serena en la provincia de Badajoz.
- Palacio de Aguilafuente en Segovia (m).
- Palacio Ducal de Béjar en Béjar ("Palacio de los Zúñiga")
- Palacio del Bosque de Béjar. ("El Bosque de los Zúñiga")
- Palacio de los Condes de Miranda en Peñaranda de Duero.
- Palacio de Curiel de Duero en Valladolid.
- Palacio del Marqués de Mirabel en Plasencia.
- Palacio de Monterrey en Salamanca.
- Palacio de Villamanrique en Villamanrique de la Condesa.

- Palacio de los Zúñiga en Valladolid (m).
- Torre de Torremontalbo en La Rioja.
- Palacio de los Zúñiga en Sevilla
- Palacio de los condes de Hervías en La Rioja.
- Convento y Palacio de Santa Clara en Carrión de los Condes.
- Palacio de Cidamón en La Rioja.